# 上八丁
上八丁（かみはっちょう）は、秋田県横手市の大字。郵便番号は013-0822。人口は115人、世帯数は32世帯（2020年10月1日現在）。旧平鹿郡境町村大字上八丁、旧平鹿郡上八丁村に相当する。

## 地理
横手市の北部、横手地域の西部に位置しており、東で杉目・静町、西で下境、南で赤川・三本柳、北で上境と隣接する。水田中心の純農村地帯で、中心部に村東、北西部に上上小屋（かみかみごや）集落がある。西端部を県道267号金沢吉田柳田線が掠める。
全域が都市計画区域に含まれるが、区域区分非設定区域となっている。都市計画法上の用途地域には指定されていない。

### 小字
2024年（令和6年）10月5日時点での「横手市（秋田地方法務局大曲支局）登記所備付地図データ」、デジタル庁公表の「アドレス・ベース・レジストリ」の「秋田県 横手市 町字マスター（フルセット） データセット」、横手市公表のオープンデータによれば、上八丁の小字は以下の通りである。
| 町・字 | 町・字   | 出典 | 出典         | 出典       |
| 大字   | 小字     | 登記 | 町字マスター | 行政区一覧 |
| ------ | -------- | ---- | ------------ | ---------- |
| 上八丁 | 字大巻   | ○    | ○            | ○          |
| 上八丁 | 字高揚   | ○    | ○            | ○          |
| 上八丁 | 字上小屋 | ○    | ○            | ○          |
| 上八丁 | 字上水越 | ○    | ○            | ○          |
| 上八丁 | 字水越   | ○    | ○            | ○          |
| 上八丁 | 字村東   | ○    | ○            | ○          |
| 上八丁 | 字天神町 | ○    | ○            | ○          |
| 上八丁 | 字明永   | ○    | ○            | ○          |
| 上八丁 | 字明神西 | ○    | ○            | ○          |

## 歴史
正保4年（1647年）の『出羽国知行高目録 下』では、八丁村として上八丁村と下八丁村が総称されている。享保年間までの村高を記録した郷帳に記載された町名を調べた『平鹿郡御黒印吟味覚書』でも、八丁村として記載されており、その後、上八丁村から下八丁村が分離したように記載されている。享保15年（1730年）の『六郡郡邑記』によれば、上八丁村は7の支郷の総称で、谷地中村（家数8軒）・天神町村（同1軒）・上小屋村（同3軒）・明永村（同2軒）・水越村（同2軒）・森塚村（同2軒）・赤川村（同1軒）がある。ただ、谷地中村が上八丁村の本村と言うべき村だとも記されている。菅江真澄の『雪の出羽路 平鹿郡』では、谷地中村は廃村となり、当時の肝煎・佐々木八右衛門の先祖に当たる佐々木右馬丞家が、慶安年間のあたりまで上八丁村にいたとされている。享保3年（1803年）の『出羽国郡村仮名附帳』では、谷地中村・明永村・赤川村は見えず、森塚村は森崎村として記載されている。

### 年表
- 1889年（明治22年）4月 - 町村制施行に伴い、上境村・下境村・上八丁村・下八丁村が合併し、境町村となる[13]。上八丁村は境町村大字上八丁となる[14]。
- 1955年（昭和30年）4月1日 - 境町村と黒川村が横手市に編入[15][16]。横手市上八丁となる[14]。

## 世帯数と人口
2020年（令和2年）10月1日現在の世帯数と人口は以下の通りである。
| 大字   | 小字     | 世帯数 | 人口  |
| ------ | -------- | ------ | ----- |
| 上八丁 | 字上小屋 | 7世帯  | 27人  |
| 上八丁 | 字大巻   | 7世帯  | 22人  |
| 上八丁 | 字村東   | 18世帯 | 66人  |
| 計     | 計       | 32世帯 | 115人 |

### 人口・世帯数の推移
以下は国勢調査による1995年（平成7年）以降の人口の推移。
| 年                 | 人口 |
| ------------------ | ---- |
| 1995年（平成7年）  | 162  |
| 2000年（平成12年） | 165  |
| 2005年（平成17年） | 145  |
| 2010年（平成22年） | 134  |
| 2015年（平成27年） | 117  |
| 2020年（令和2年）  | 115  |

以下は国勢調査による1995年（平成7年）以降の世帯数の推移。
| 年                 | 世帯数 |
| ------------------ | ------ |
| 1995年（平成7年）  | 32     |
| 2000年（平成12年） | 34     |
| 2005年（平成17年） | 33     |
| 2010年（平成22年） | 33     |
| 2015年（平成27年） | 34     |
| 2020年（令和2年）  | 32     |

## 小・中学校の学区
市立小・中学校に通う場合、学区（校区）は以下の通りとなる。
| 番地 | 小学校               | 中学校               |
| ---- | -------------------- | -------------------- |
| 全域 | 横手市立横手北小学校 | 横手市立横手北中学校 |

## 交通

### 鉄道
町内に駅はない。最寄り駅は■奥羽本線、■北上線の横手駅。

### バス
町内にバス路線及びバス停はない。

### 道路
- 秋田県道267号金沢吉田柳田線